# Ekron (Kentucky)
Ekron és una població dels Estats Units a l'estat de Kentucky. Segons el cens del 2000 tenia 170 habitants.

## Demografia
Segons el cens del 2000, Ekron tenia 170 habitants, 65 habitatges, i 44 famílies. La densitat de població era de 596,7 habitants/km².
Dels 65 habitatges en un 29,2% hi vivien nens de menys de 18 anys, en un 52,3% hi vivien parelles casades, en un 13,8% dones solteres, i en un 30,8% no eren unitats familiars. En el 27,7% dels habitatges hi vivien persones soles el 15,4% de les quals corresponia a persones de 65 anys o més que vivien soles. El nombre mitjà de persones vivint en cada habitatge era de 2,62 i el nombre mitjà de persones que vivien en cada família era de 3,29.
Per edats la població es repartia de la següent manera: un 27,1% tenia menys de 18 anys, un 5,9% entre 18 i 24, un 29,4% entre 25 i 44, un 24,7% de 45 a 60 i un 12,9% 65 anys o més.
L'edat mediana era de 37 anys. Per cada 100 dones de 18 o més anys hi havia 85,1 homes.
La renda mediana per habitatge era de 28.125 $ i la renda mediana per família de 36.563 $. Els homes tenien una renda mediana de 16.250 $ mentre que les dones 20.000 $. La renda per capita de la població era d'11.300 $. Entorn del 12,2% de les famílies i el 17% de la població estaven per davall del llindar de pobresa.

## Poblacions més properes
El següent diagrama mostra les poblacions més properes.